# Nanon (film, 1938)
Pour plus de détails, voir Fiche technique et Distribution.
Nanon est un film musical allemand, réalisé par Herbert Maisch, sorti en 1938.
Le film est basé sur un scénario d'Eberhard Keindorff et Georg Zoch, d'après une opérette de Richard Genée qui met en scène, près de Paris, une histoire d'amour entre une chanteuse, Nanon Patin, et un marquis à l'époque de Louis XIV.

## Synopsis
Nanon Patin, par sa voix unique et légère, fait la joie de petits marquis, qui viennent l'écouter près de Paris, dans l'auberge où elle chante. Hector, un jeune fat, et le marquis d'Aubigné, qui fait partie du cercle de Ninon de l'Enclos, font le défi d'embrasser Nanon. Le marquis d'Aubigné se fait passer pour un tambour de la garde et chante une sérénade à la belle qui est conquise... Tellement conquise, qu'elle décide de l'épouser et fait venir sa parentèle. Le faux tambour ne peut que fuir avec la complicité de soldats qui font mine de l'arrêter pour s'être prétendument battu en duel. Or le roi vient de signer un édit interdisant le duel sous peine de prison.
Nanon décide, grâce à Molière et à sa troupe, d'approcher le roi pour obtenir la grâce de son « fiancé ». Pendant ce temps, le marquis est retourné à ses fêtes galantes. Quelle n'est sa surprise de découvrir que Nanon s'est fait engager comme cantatrice à la Cour...

## Distribution
- Johannes Heesters : Charles d'Aubigné
- Erna Sack : Nanon
- Otto Gebühr : Molière
- Dagny Servaes : Ninon de l'Enclos
- Oskar Sima
- Kurt Meisel
- Karl Paryla
- Max Hiller

## Autour du film
Ce film, qui obtint alors un grand succès, met en scène une Cour plutôt berlinoise que versaillaise avec Johannes Heester, sorte de Tino Rossi de l'Allemagne de l'époque, et Erna Sack, célèbre elle aussi et surnommé le rossignol allemand. La chorégraphie et la musique du film sont plutôt originales et enlevées.